# ピアノソナタ第14番 (シューベルト)
ピアノソナタ第14番 イ短調 作品143, D 784 は、フランツ・シューベルトが1823年に作曲したピアノソナタ。

## 概要
初版はシューベルトの生前には出版されず、シューベルトの死後から11年が経った1839年にディアベリ社から出されている。
前作の『第13番 イ長調』（D 664）と同様に3楽章構成で、同主調である。各楽章の調性の選定はモーツァルトの『ピアノソナタ第9番（旧第8番）イ短調』（K. 310）と同じである。
作曲者中期のピアノソナタの中では前作、『第15番 ハ長調《レリーク》』（D 840）、『第16番 イ短調』（作品42, D 845）に比べて演奏機会は少ない。

## 曲の構成
全3楽章、演奏時間は約23分。完成作品であるが、調性が不安定で短調ゆえに陰鬱である。
- 第1楽章 アレグロ・ジュスト
イ短調、4分の4拍子、ソナタ形式。

序奏はなく、"A - E - Dis - E"の2分音符による落ち着いた主題。再現部以降ではイ長調に転調し、晴れやかに締めくくっている。

- 第2楽章 アンダンテ
ヘ長調、2分の2拍子。

付点リズムの"C - F - A - D"という平行調ニ短調を織り交ぜた主題。

- 第3楽章 アレグロ・ヴィヴァーチェ
イ短調、4分の3拍子、ロンドソナタ形式。

3連符のカノン風の第1主題と特徴的な音形の第2主題がソナタ形式をなす。特徴的な第2主題は左手による広い和声をもつ。